# A.S.D.P. Ribera 1954
Associazione Sportiva Dilettantistica Polisportiva Ribera 1954 là một câu lạc bộ bóng đá Ý có trụ sở tại Ribera, Sicily.

## Lịch sử

### Thành lập
Câu lạc bộ được thành lập vào năm 1954 với tên là A.S. Ribera Calcio.

### Serie D
Trong mùa 2011-12 đội lần đầu tiên được thăng hạng, từ Eccellenza Sicily / A đến Serie D.
Vào mùa hè 2013, câu lạc bộ đã không thể vào 2013-2014 Serie D và sau đó đã giải thể.

## Màu sắc và huy hiệu
Màu sắc của đội là trắng và xanh nhạt.

## Sân vận động
Sân chơi Nino Novara là nơi duy nhất ở Serie D trên trái đất bị đánh bại, không có Common hay câu lạc bộ, cũng như là số tiền cần thiết để thiết lập một sân cỏ.

## Danh hiệu
- Eccellenza:
  - Chiến thắng (1): 2011-12